# Celestus barbouri
Celestus barbouri är en ödleart som beskrevs av  Grant 1940. Celestus barbouri ingår i släktet Celestus och familjen kopparödlor. Inga underarter finns listade i Catalogue of Life.